# Beilhique de Sarcanes
O Beilhique de Sarcanes (em turco: Saruhanoğulları Beyliği; em grego: Σαρχάνης; romaniz.: Sarcháni̱s), também chamado de Principado de Sarcanes ou Emirado de Sarcanes, foi um dos beilhiques da Anatólia cuja capital era Manisa. Era um dos principados fronteiriços fundados pelos turcos oguzes após o declínio do Sultanato de Rum. A dinastia sarucânida foi fundada pelo líder tribal Sarcanes por volta de 1300 e perdurou até 1390, quando o sultão otomano Bajazeto I arrasou a região. Em 1410, Maomé I, o Cavalheiro assassinou Hızır, o último emir sarucânida, e absorveu o beilhique no Império Otomano como uma província.

## História
O fundador do beilhique, Sarucã Bei, era o neto de um comandante corásmio que lutou a serviço dos sultões seljúcidas. O próprio Sarucã começou sua carreira militar como um emir dos germiânidas. Em algum momento no início do século XIV, ele tomou para si os territórios ao longo do vale do rio Gediz (Hermo, quando bizantino) e fundou uma dinastia que começou a governar a região com base em Manisa. Suas principais cidades eram Menemen, Gördes, Demirci, Nife, e Casaba.

## Legado
O período da dinastia como poder regional é limitado ao longo reinado do fundador, sob quem o principado se tornou conhecido principalmente como aliado de seu vizinho do sul, o Beilhique de Aidim e de seu ambicioso governante, Umur Begue. Sarcanes e seus filhos ajudaram Umur em seus raides no contexto da sua relação próxima e intrincada com o Império Bizantino, firmou tratados com a República de Gênova e entrou em conflito com os duques de Naxos.
O monumento mais duradouro da dinastia sarucânida é a Grande Mesquita de Manisa. Construída em 1374 por Ixaque Bei, ela abriga um salão de orações coberto por uma cúpula de 14 metros de diâmetro. Adjacente ao salão está um inovador pátio semi-coberto. O edifício provavelmente serviu de inspiração para a Mesquita Üç Şerefeli, construída uns sessenta anos depois pelo sultão otomano Murade II.
A região que corresponde a grosso-modo com o território do Beilhique de Sarcanes se tornou a sub-província (sanjaco) de mesmo nome até os primeiros anos da República da Turquia.